# Jeff Parker (scénariste)
Pour les articles homonymes, voir Jeff Parker et Parker.
Jeff Parker est un scénariste et dessinateur de comics américain, né le 25 octobre 1966 vivant à Portland dans l'Oregon.

## Biographie
Le premier travail de Jeff Parker sur les comics fut Solitaire, publié par Malibu Comics en 1994. Plus tard, il illustra des comic books publiés par DC Comics, Dark Horse Comics, et Image Comics. Il travailla également en tant qu'artiste de storyboard sur la série animée Big Guy and Rusty the Boy Robot.
Son travail en tant que scénariste pour Marvel inclut les mini-séries Agents of Atlas, X-Men: First Class, et Marvel Adventures The Avengers. Il est aussi le scénariste de Walk-In et du second volume de Guy Ritchie's Gamekeeper pour Virgin Comics.

## Œuvres

### DC Comics
- Aquaman vol. 7 : #26-40, Annual #2 et Futures End Special (avec Paul Pelletier, 2014 - 2015)
- Batman '66 vol. 1 : #1-30 (scénariste, avec différents artistes)
- Batman '66 Meets The Man From U.N.C.L.E : #1-6 (mini-série, 2016)
- Mysterius: The Unfathomable (avec Tom Fowler, mini-série de 6 numéros, Wildstorm, Mars – Août 2009)
- The Big Book of (dessins et encrage, Paradox Press) :
  - Weirdos : "Fyodor Mikhaylovich Dostoyevsky" (avec le scénariste Carl Posey, 1995)
  - Thugs : "The Bliss Bank Ring" (avec le scénariste Joel Rose, 1996)
  - The Unexplained : "The Crystal Skull Doom" (avec le scénariste Doug Moench, 1997)
  - Martyrs : "St. Callistus: The Slave Pope" (avec le scénariste John Wagner, 1997)
  - Grimm : "Fitcher's Bird" (avec le scénariste Jonathan Vankin, 1998)
  - The 70s : "Burt Reynolds" (avec le scénariste Jonathan Vankin, 2000)
- Wonder Woman #86-87 (dessins, avec le scénariste William Messner-Loebs et encrage par Kevin Conrad / Aaron McClellan, 1994)

### Marvel Comics
- Avengers - Les Aventures, scénario de Jeff Parker, dessins de Manuel Garcia, Panini Comics
  1. Héros, rassemblement, 2009  (ISBN 978-2-8094-0869-0)
  2. Loki, le dieu du mensonge, 2010  (ISBN 978-2-8094-1418-9)
- Avengers Extra, Panini Comics
  1.  Dark Avengers 1/3, scénario de Jeff Parker, dessins de Decan Shalvey, Neil Edwards, Gabriel Hernández Walta et Kev Walker, 2013  (ISBN 978-2-8094-3412-5)
- Avengers Hors série, Panini Comics
  1. Miss Hulk Rouge : l'enfer est plus doux…, scénario de Jeff Parker, dessins collectifs, 2013  (ISBN 978-2-8094-3530-6)
- Dark Reign, Panini Comics, collection Marvel Comics
  1.  Frères de sang, scénario de Jonathan Hickman, Rick Remender, Brian Michael Bendis et Karl Kesel, dessins de Mike Mayhew, Alessandro Vitti, Mahmud A. Asrar et Mike Deodato Jr., 2010  (ISBN 978-2-8094-1637-4)
  2.  La Chute, scénario de Jonathan Hickman, Brian Michael Bendis et Jeff Parker, dessins de Wellington Alves, Miguel Sepulveda, Gianluca Gugliotta et Mike Deodato Jr., 2011  (ISBN 978-2-8094-1781-4)
- Deadpool Team-Up, Panini Comics, collection 100% Marvel
  1. Salut, les copains !, scénario de Jeff Parker, Mike Benson, Adam Glass, Christopher E. Long, Rob Williams, Stuart Moore et David Lapham, dessins de Matteo Scalera, Chris Staggs, Shawn Crystal, Dalibor Talajic et Carlo Barberi, 2012  (ISBN 978-2-8094-2601-4)
- Fear Itself, Panini Comics, collection Marvel Comics
  1.  Chapitre 4, scénario de Jeff Parker, Christos Gage, Frank Tieri, Jen Van Meter et Matt Fraction, dessins d'Eric Canete, Decan Shalvey, Henry Clayton, Stuart Immonen et Elia Bonetti, 2012  (ISBN 978-2-8094-2389-1)
- Hood, Panini Comics, collection Max Comics
  1.  Les Failles du pouvoir, scénario de Jeff Parker, dessins de Kyle Hotz, 2010  (ISBN 978-2-8094-1389-2)
- Hulk, Panini Comics
  1. Hulk contre Banner, scénario de Rick Remender, Jeff Parker et Jason Aaron, dessins de Decan Shalvey, Patrick Zircher et Whilce Portacio, 2012  (ISBN 978-2-8094-2712-7)
  2.  Dans le vide, scénario de Rick Remender, Jeff Parker et Jason Aaron, dessins de Matteo Scalera, Dale Eaglesham et Dalibor Talajic, 2013  (ISBN 978-2-8094-3212-1)
  3. Remplir un trou noir, scénario de Rick Remender, Jeff Parker et Jason Aaron, dessins de Matteo Scalera, Dale Eaglesham, Andy Kuhn et Carlos Pacheco, 2013  (ISBN 978-2-8094-3234-3)
- Marvel heroes, Panini Comics
  1.  Carpe diem, scénario et dessins collectifs, 2010
  2.  Coucher de soleil, scénario de Jeff Parker, Jeph Loeb, Dave Gibbons et Christos Gage, dessins de Rich Elson, Paul Pelletier, John Romita Jr et Eiko Takayama, 2011  (ISBN 978-2-8094-1784-5)
- Marvel Heroes Extra, Panini Comics, Marvel Comics
  1.  Terre brûlée, scénario de Jeff Parker, dessins de Gabriel Hardman, 2011  (ISBN 978-2-8094-2275-7)
- Marvel Stars, Panini Comics, collection Marvel Kiosque
  1. Histoires secrètes, scénario de Jeff Parker, Ed Brubaker, Jonathan Hickman, Greg Pak, dessins de Kev Walker, Paul Pelletier, Alessandro Vitti et Mike Deodato Jr., 2011  (ISBN 978-2-8094-1834-7)
  2. Mission accomplie, scénario de Jeff Parker, Ed Brubaker et Greg Pak, dessins de Paul Pelletier, Will Conrad, Kev Walker et Jesse Delperdang, 2011  (ISBN 978-2-8094-1869-9)
  3. Perfection, scénario de Jeff Parker, Ed Brubaker, Jonathan Hickman, Greg Pak, dessins de Kevin Walker, Paul Pelletier, Alessandro Vitti et Mike Deodato Jr., 2011  (ISBN 978-2-8094-1967-2)
- Spider-Man Hors Série, Marvel France, collection Marvel Comics
  1.  Le nouvel âge d'argent, scénario de Jeff Parker, dessins de Mike Wieringo, 2008
- X-Men, Panini Comics, collection Best Comics
  1. Le Commencement, scénario de Jeff Parker, dessins de Roger Cruz, 2011  (ISBN 978-2-8094-2107-1)
- X-Men Extra, Panini Comics, collection Marvel France
  1.  Première classe (1), scénario de Jeff Parker, dessins de Roger Cruz, 2007
  2. Première classe (2), scénario de Jeff Parker, dessins de Roger Cruz, 2008
  3.  Catalyseur, scénario de Jeff Parker, dessins de Roger Cruz, 2008
  4.  Coalition, scénario de Jeff Parker, dessins de Craig Rousseau et Éric Nguyen, 2009

### Autres éditeurs
- Bucko (Scénariste, avec les dessins d'Erika Moen, série numérique webcomic, 2012-2012, édité sous format papier par Dark Horse Comics)
- Flash Gordon (Scénariste, Dynamite Entertainment, Avril 2014 - Janvier 2015).
- Guy Ritchie's Gamekeeper (Scénariste, avec les dessins de Ron Randall et Ron Chan, Virgin Comics, 2008)
- Kings Watch (Scénariste, Dynamite Entertainment, Septembre 2013 - Avril 2014)
- Raytoons Comics (Scénariste, illustrateur, 2007)
- Solitaire #7-12 (dessins, avec le scénariste Gerard Jones, Malibu Comics, 1994)
- The Calculus Test (encrage, avec le scénariste Edward Martin III, dessins de Casey Jones et autre encrage par Craig Gilmore, dans Negative Burn #13, Caliber Comics, 1994)
- The Interman (Scénariste, dessins, encrage, couleurs et lettrage, 2003)
- Underground (Scénariste, avec les dessins de Steve Lieber, mini-série en 5 numéros, Image Comics, 2009–2010)
- Walk-In (Scénariste, avec les dessins d'Ashish Padlekar, Virgin Comics, 2006–2007)
- Willow (Scénariste, Dark Horse Comics, Novembre 2012 – Mars 2013)